# Serbia en los Juegos Olímpicos de Pekín 2022
Serbia estuvo representada en los Juegos Olímpicos de Pekín 2022 por un total de dos deportistas que competirán en esquí alpino. Responsable del equipo olímpico es el Comité Olímpico Serbio, así como las federaciones deportivas nacionales de cada deporte con participación.
El portador de la bandera en la ceremonia de apertura fue el esquiador alpino Marko Vukićević. El equipo olímpico serbio no obtuvo ninguna medalla en estos Juegos.